# Cimitero monumentale di Caltagirone
Il cimitero monumentale di Caltagirone (in siciliano U cimmiteru dû Pararisu) è un importante cimitero monumentale siciliano, realizzato nella seconda metà del 1800 a Caltagirone. Si trova nella via Nicastro, a tre chilometri dal centro abitato. Viene chiamato anche Cimitero del Paradiso, dal nome della contrada omonima in cui sorge. Fu dichiarato monumento nazionale italiano nel 1931.

## Il camposanto

### La fase di progettazione
Nel 1852, don Pasquale Gravina, un nobile calatino, invitò l'architetto Giovan Battista Filippo Basile a realizzare un progetto per il camposanto di Caltagirone, ma il piano realizzato da costui non ebbe seguito, perciò nel 1866 la progettazione venne affidata all'architetto Giambattista Nicastro che due anni prima aveva realizzato il palazzo di Città.
Nel 1875 i lavori erano già in stadio avanzato e si presentava come è nei tempi odierni ad eccezione della chiesa centrale.
Il complesso, realizzato in stile gotico-siciliano, ha pianta quadrata con croce greca costituita da 170 arcate, che vanno a formare i portici che costituiscono le quattro vie principali.

### Il progetto viene realizzato
L'architetto Nicastro utilizzò materiali facilmente reperibili in Sicilia, quali la pietra bianca del ragusano, la pietra lavica e la terracotta, per la quale fu richiesta l'opera di: Enrico Vella, Giuseppe Di Bartolo e Gioacchino Alì.
L'area del cimitero, inizialmente di ventimila metri quadrati, è stata in seguito notevolmente ampliata.

### Le opere d'arte all'interno
Il cimitero è ricco di pitture, sculture, fregi e capitelli, che lo rendono monumento nazionale e meta di visitatori italiani e stranieri.
Lungo l'asse nord-sud vi sono gli elementi più importanti: il portico d'ingresso, il Famedio, l'Ossario, interrato e posto al centro della croce greca nella piazza ottagonale.
Vi sono diverse cappelle gentilizie liberty realizzate dall'architetto Saverio Fragapane.

## Galleria d'immagini

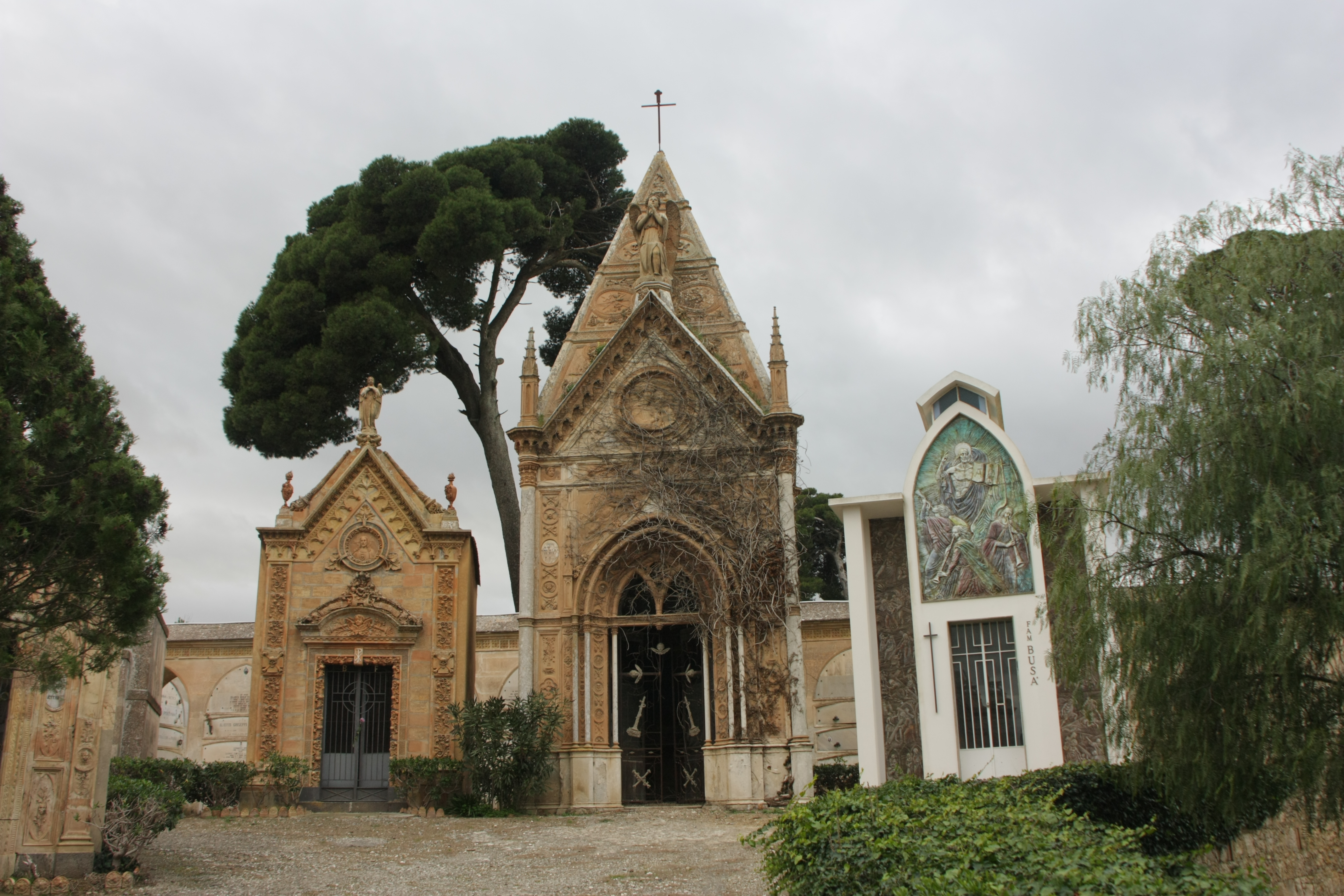
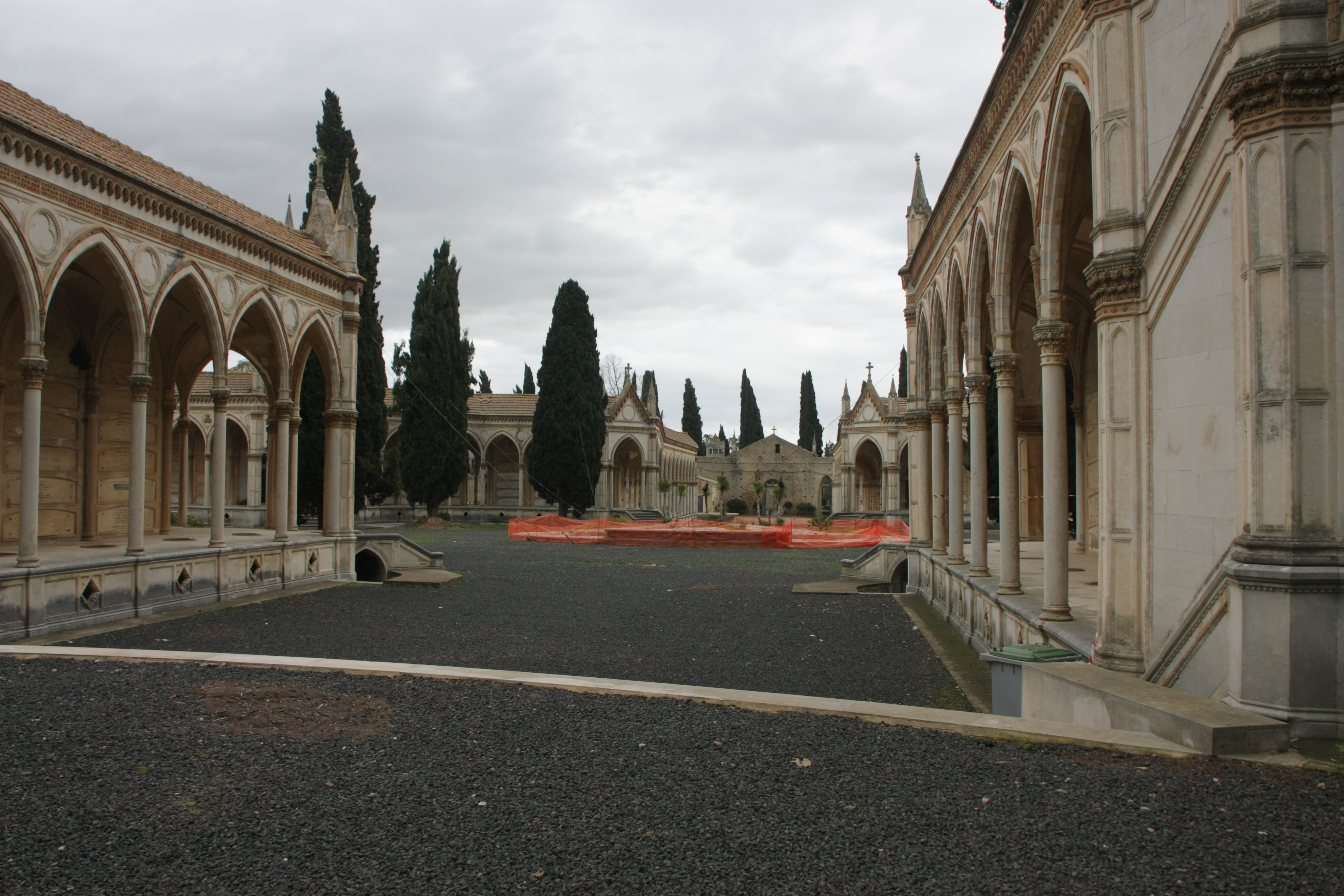
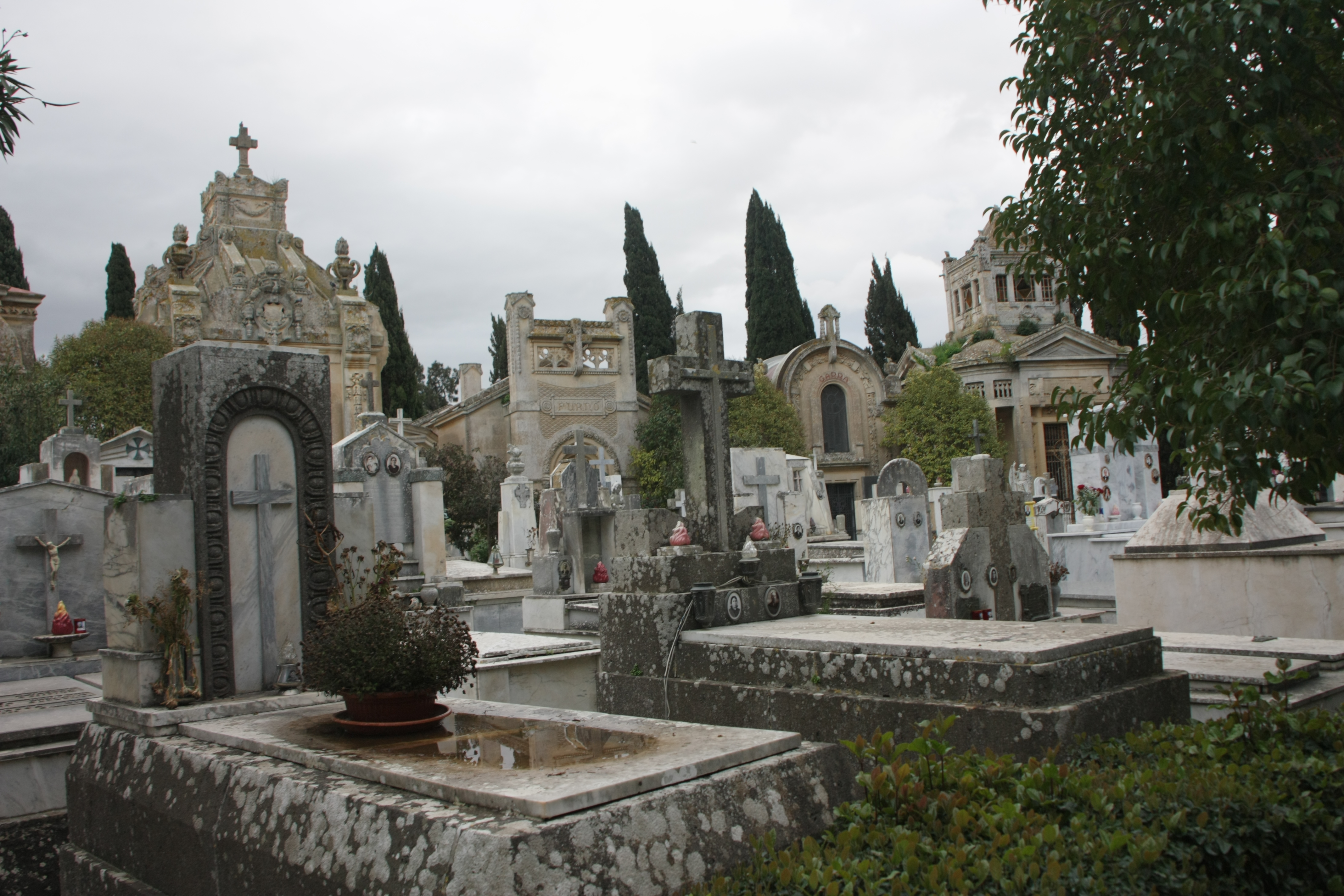
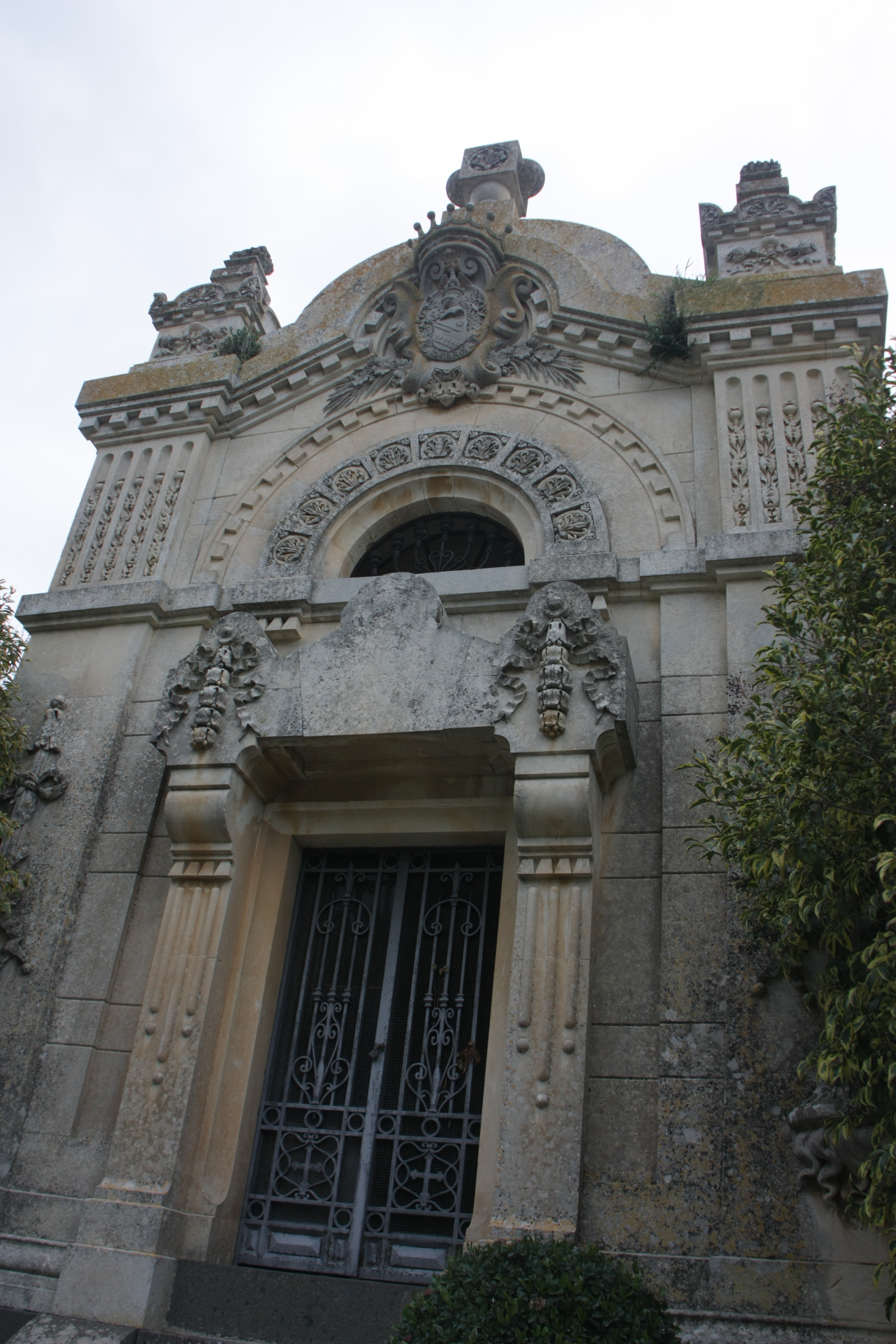
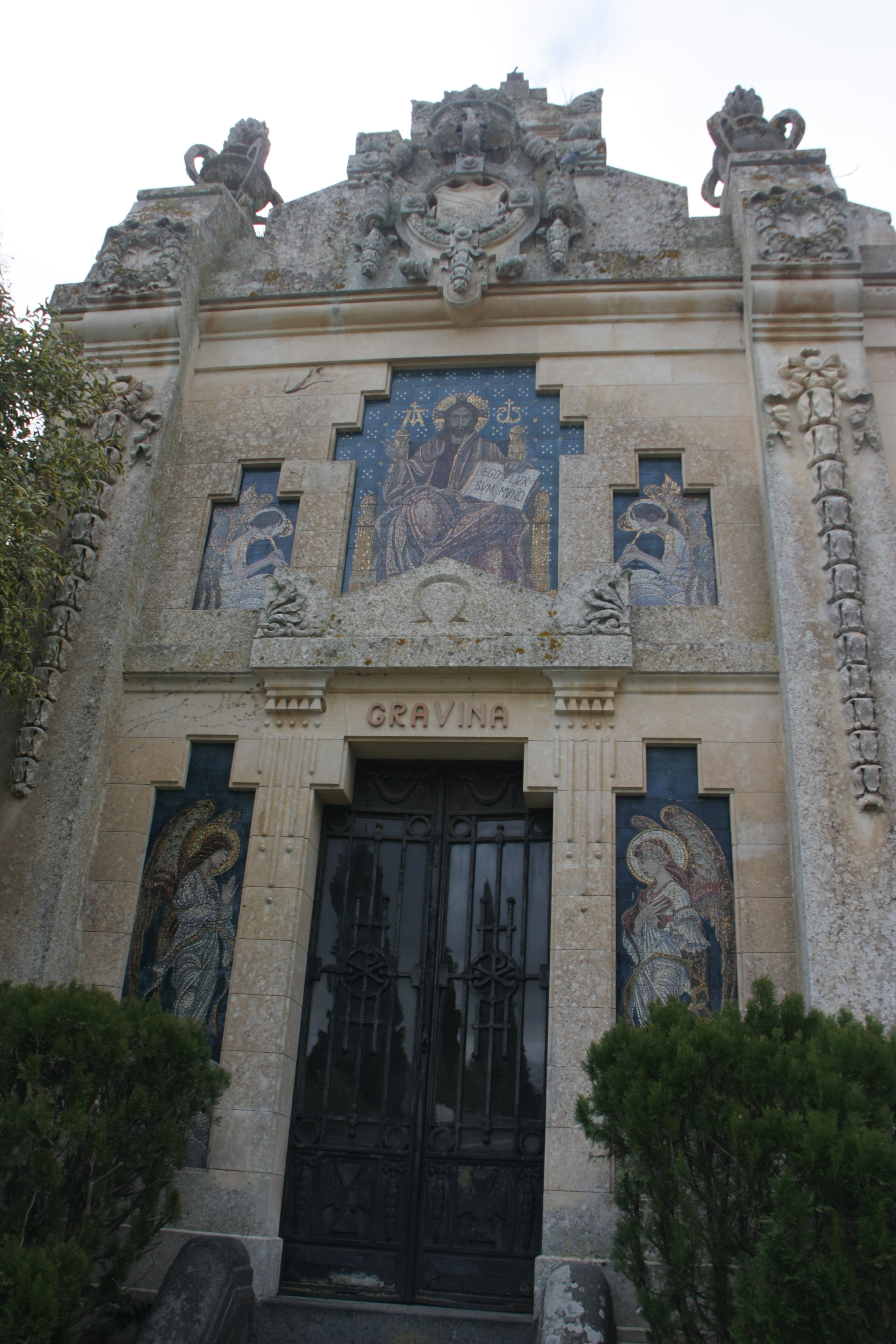
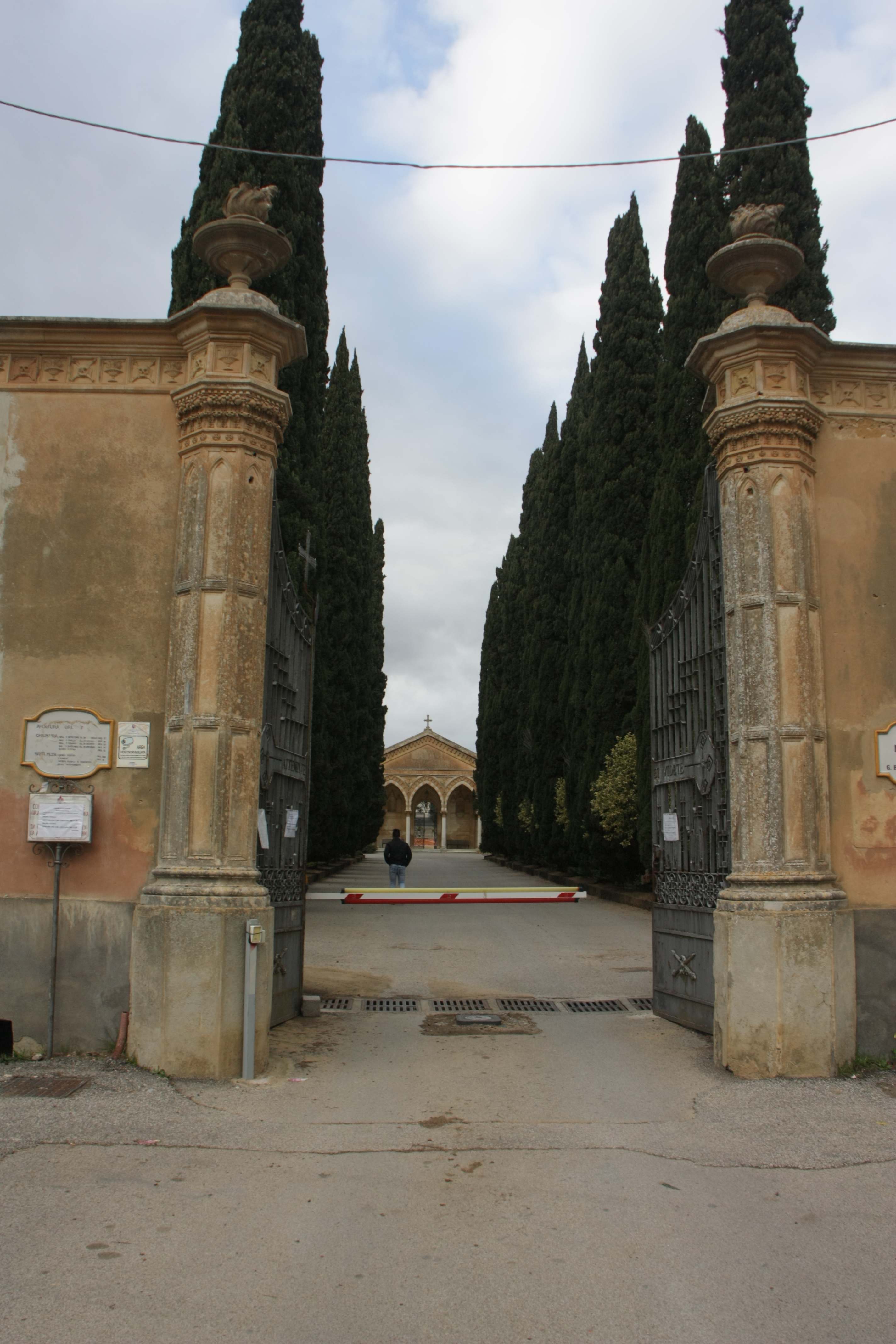
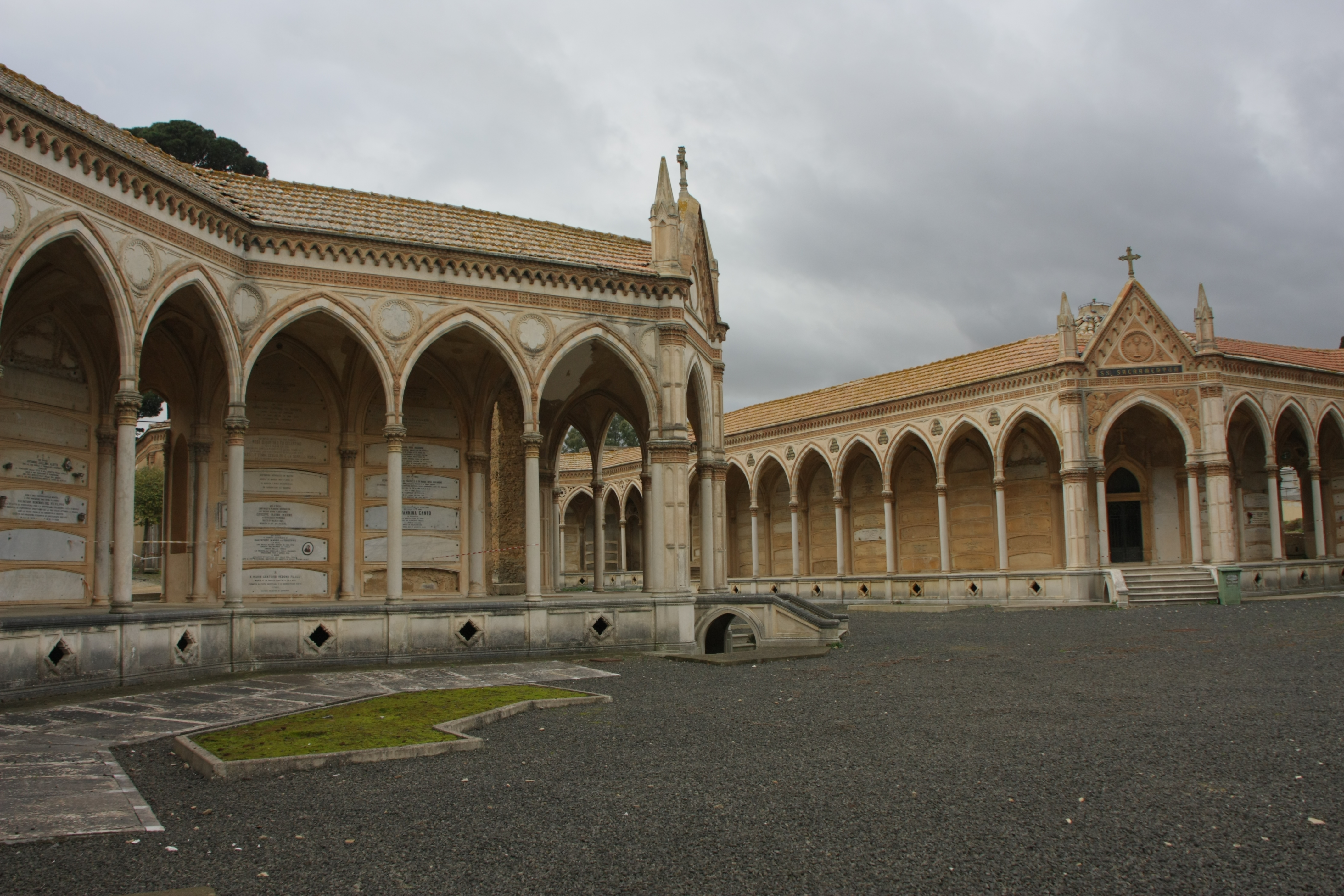
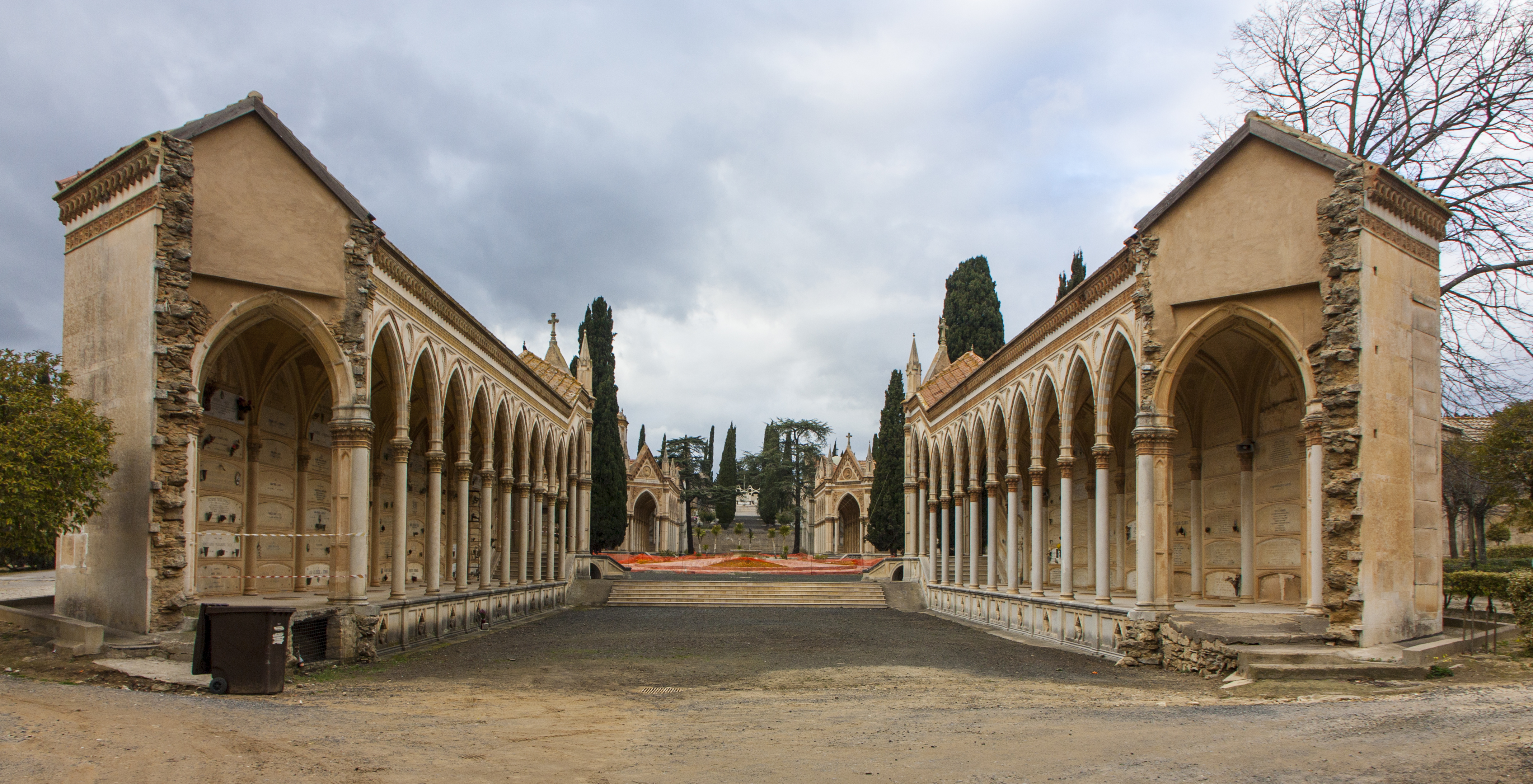